# Långevatten (Skee socken, Bohuslän)
Långevatten är en sjö i Strömstads kommun i Bohuslän och ingår i Strömsåns huvudavrinningsområde. Sjön är 15,6 meter djup, har en yta på 0,056 kvadratkilometer och befinner sig 175 meter över havet.